# أندريا فييرا
أندريا فييرا (بالبرتغالية: Andrea Vieira) هي لاعب كرة مضرب برازيلية، ولدت في 5 فبراير 1971 في ساو باولو في البرازيل.

## وصلات خارجية
- أندريا فييرا على موقع رابطة محترفات التنس (الإنجليزية)
- أندريا فييرا على موقع الاتحاد الدولي لكرة المضرب (الإنجليزية)
- أندريا فييرا على موقع كأس بيلي جين كينغ (الإنجليزية)
- أندريا فييرا على موقع خلاصة التنس.كوم (الإنجليزية)
- أندريا فييرا على موقع اللجنة الأولمبية الدولية (الإنجليزية)
- أندريا فييرا على موقع أوليمبيديا (الإنجليزية)